# 640 г. пр.н.е.

## Събития

### В Азия

#### В Асирия
- Цар на Асирия е Ашурбанипал (669/8 – 627 г. пр.н.е.).[1]
- Цар Кандалану (648/7 – 627 г. пр.н.е.) управлява Вавилон като подчинен на асирийския цар.[2]

##### В Юдея
- Цар Амон (643/642 – 641/640 г. пр.н.е.) е убит, а на трона е поставен осемгодишният му син Йосия (641/0 – 609 г. пр.н.е.).[3][4]

### В Африка

#### В Египет
- Псаметих (664 – 610 г. пр.н.е.) е фараон на Египет.[5][6]

### В Европа
- В Гърция се провеждат 35-тe Олимпийски игри:
  - Победител в дисциплината бягане на разстояние един стадий става Сфер от Лакония.[7]
  - Победител в дисциплината бягане на два стадия става Килон от Атина.[7]
- Колайос от Самос посещава Тартес в днешна Испания.[8]